# Damián Ledesma
Damián Ledesma (21 de mayo de 1982, Rosario, Argentina) es un exfutbolista profesional argentino. Jugaba de centrocampista defensivo o central y defensor central o lateral. Actualmente milita en el club Rosario Central Senior
Actualmente juega en Unión de Totoras en la liga Totorense de fútbol

## Trayectoria
Ledesma tuvo a los 22 años de edad su debut el 13 de noviembre de 2004 en una victoria 3-1 contra el Club Atlético Banfield. Antes de jugar en Independiente, lo hizo durante 4 años en Rosario Central.
Desde enero de 2008 formó parte del Club Atlético Independiente de la Primera División de Argentina. Pero al estar en una lista de más de 10 jugadores "borrados" por su técnico Américo Gallego rescindió su contrato en julio de 2009 y pasó a préstamo y con opción de compra a Racing Club.
En 2012 llega a Rangers de Talca para reforzar la defensa, convirtiéndose rápidamente en uno de los pilares de ésta, llegando incluso a ser el capitán del equipo. Tras la buena campaña en el Clausura, que los llevó a ser punteros por largos pasajes del campeonato y posteriormente llegar hasta las semifinales del torneo, donde quedaron eliminados ante el campeón Huachipato, es pretendido por varios clubes grandes de Chile.

## Clubes
| Club                | País      | Año         | Partidos | Goles | Exp |
| ------------------- | --------- | ----------- | -------- | ----- | --- |
| Rosario Central     | Argentina | 2003 - 2007 | 69       | 3     | 3   |
| Independiente       | Argentina | 2008-2009   | 40       | 1     | 2   |
| Racing              | Argentina | 2009 - 2010 | 12       | 1     | 0   |
| Deportivo Cuenca    | Ecuador   | 2011 - 2012 | 18       | 10    | 2   |
| Rangers             | Chile     | 2012- 2013  | 37       | 1     | 1   |
| San Martín (SJ)     | Argentina | 2013 - 2015 | 28       | 3     | 4   |
| Aldosivi            | Argentina | 2016 - 2017 | 10       | 0     | 0   |
| Central Córdoba (R) | Argentina | 2017 - 2018 |          |       |     |
| Sportivo Dock Sud   | Argentina | 2019 - 2020 |          |       |     |
| Central Córdoba (R) | Argentina | 2021        |          |       |     |

## Palmarés

### Logros
| Ascenso                          | Club          | Sede     | Año  |
| -------------------------------- | ------------- | -------- | ---- |
| Campeonato de Primera B Nacional | San Martín SJ | San Juan | 2014 |

### Distinciones individuales
| Distinción                                 | Año  |
| ------------------------------------------ | ---- |
| Parte del Equipo Ideal de El Gráfico Chile | 2012 |